# Politični zaporniki v Jugoslaviji
Politični zaporniki v Jugoslaviji so bili zaprti v koncentracijskih taboriščih predvsem po letu 1945, zaradi upiranja in nasprotovanja takratni komunistični oblasti Socialistične Federativne Republike Jugoslavije, sovjetskega občudovanja ter prizadevanj za regionalno avtonomijo ali neodvisnost.

## Socialistična Jugoslavija (1945 - 1992)
- Črtomir Nagode, Ljubo Sirc, Leon Kavčnik, Boris Furlan, Zoran Hribar, Angela Vode, Metod Kumelj, Pavla Hočevar, Svatopluk Zupan, Bogdan Stare, Metod Pirc, Vid Lajovic, Franjo Sirc, Elizabeta Hribar in Franc Snoj, ki so jim sodili  leta 1947.
- Vlado Dapčević je kot politični aktivist zaradi zagovarjanja protirevizionizma in proletarskega internacionalizma v jugoslovanskem zaporu preživel skupno 24 let.
- Ali Aliu je bil trikrat aretiran in je zaradi albanskega separatizma deset let preživel v zaporu.
- Milovan Đilas je bil leta 1956 aretiran zaradi kritik Titovega režima.
- Jože Pučnik je bil leta 1958 aretiran zaradi "subverzije socialističnega sistema" in bil obsojen na 9 let zapora, izpuščen pa je bil leta 1963, a je bil ponovno aretiran leta 1964 in je nato v zaporu preživel še dodatni dve leti.
- Adem Demaçi, ki je bil leta 1958 prvič aretiran zaradi nasprotovanja avtoritarni vladi Josipa Broza Tita in je preživel tri leta v zaporu. Ponovno je bil zaprt v letih 1964-1974 in 1975-1990. Iz zapora ga je izpustil takratni novi predsednik Srbije, Slobodan Milošević.[1]
- Alija Izetbegović je bil leta 1946 aretiran in obsojen na tri leta zapora, zaradi nasprotovanja režimu. Aprila 1983 so Izetbegoviću in 12 drugim bosanskim muslimanskim aktivistom sodili zaradi "sovražne dejavnosti in sovražne propagande". Izetbegovića so še obtožili, da je organiziral obisk muslimanskega kongresa v Iranu. Vsi osumljenci so bili obsojeni, Izetbegović pa je bil obsojen na štirinajst let zapora. Konec leta 1988, ko je jugoslovanska komunistična vlada padla, so ga po skoraj petih letih zapora izpustili.
- Borislav Pekić.
- Dražen Budiša je bil aretiran 11. decembra 1971 ter pozneje še dodatno kot posledica študentskega gibanja Hrvaška pomlad. Štiri leta je služboval v Stari Gradiški in Lepoglavi. Kasneje je postal pomemben politik v Republiki Hrvaški.
- Vlado Gotovac je bil aretiran po hrvaški pomladi in bil obsojen na štiri leta zapora zaradi "separatističnih" in "nacionalističnih" obtožb.
- Bruno Bušić je bil aretiran po hrvaški pomladi in izpuščen leta 1973.
- Radomir Pejić je od leta 1972 do 1974 prestajal zaporno kazen v zaporu Stara Gradiška zaradi "verbalnega delikta zoper državo".[2]
- Dobroslava Paraga so maja 1981 aretirali in mu sodili zaradi zbiranja podpisov za peticijo za izpustitev vseh političnih zapornikov iz vseh jugoslovanskih zaporov.[3] Novembra 1984 je bil izpuščen.
- Hasan Čengić, Alija Izetbegović in Omer Behmen so bili aretirani aprila 1983 in so jim sodili pred sarajevskim sodiščem zaradi različnih obtožb, imenovanih "kazniva dejanja kot pretežno sovražna dejavnost, ki jih navdihuje muslimanski nacionalizem, združevanje za namene sovražnega delovanja in sovražna propaganda", skupaj z desetimi drugih bošnjaških aktivistov in leta 1988 pomilostil.
- Prvoslav Vujčić je bil leta 1984 zaprt v zaporu za sedem dni, ker je v svojih pesmih kritiziral jugoslovanski režim.
- Marko Veselica je bil leta 1971 aretiran in sojen na zaporno kazen zaradi "prekršitev ljudstva in države" ter obsojen na sedem let zapora in posledično še dodatno štiriletno prepoved javnega delovanja.[4] Leta 1977 je bil izpuščen, a intervju je pripeljal do novih obtožb in bil zaradi tega obsojen na še dodatnih enajst let zapora ter še eno štiriletno prepoved javnih dejanj. Leta 1989 so ga kmalu pridržali v priporu zaradi sodelovanja pri ustanavljanju novih političnih strank in kršitve prepovedi javnih dejanj.
- Vojislav Šešelj je bil v zaporu zaprt od 15. maja 1984 do konca marca 1986.[5]

## Hrvaški pristop do nekdanjih političnih zapornikov
Hrvaški zakon o političnih zapornikih priznava tiste, ki so bili zaprti v obdobju med 8. decembrom 1918 (dan, ko je bila ustanovljena Kraljevina Srbov, Hrvatov in Slovencev) in 8. oktobrom 1991 (dan, ko je Hrvaška prekinila vse povezave in odnose z SFR Jugoslavijo). Nekdanji politični zaporniki prejmejo odškodnino za čas, preživet v zaporu in kasnejši čas, ko niso mogli zagotoviti svoje zaposlitve. Politični zaporniki so organizirani v Hrvaško društvo političnih zapornikov (Hrvatsko društvo političkih zatvorenika).